# تبني المثليين للأطفال
تبني المثليين للأطفال هو تبني الأطفال من قبل المثليين والمثليات ومزدوجي التوجه الجنسي والمتحولين جنسياً (اختصاراً: مجتمع الميم). قد يكون على هيئة تبني مشترك لزوجين مثليين، أو تبني أحد الشريكين للطفل البيولوجي للشريك الآخر (أسرة الربائب)، أو الترخيص بالتبني لشخص أعزب من المثليين. يعد تبني الأزواج المثليين للأطفال بشكل مشترك قانونيًا في 27 دولة إضافةً للعديد من الولايات القضائية دون الوطنية والأقاليم التابعة. علاوة على ذلك، يعتبر شكل من أشكال تبني أحد الشريكين للطفل البيولوجي للشريك الآخر قانونيا في 5 بلدان. بالنظر إلى أن الدساتير والقوانين لا تعالج عادة حقوق التبني للأشخاص المثليين، فإن القرارات القضائية غالباً ما تحدد ما إذا كان بإمكانهم أن يكونوا آباء سواء بشكل فردي أو كأزواج.

## الأبوة والأمومة عند المثليين

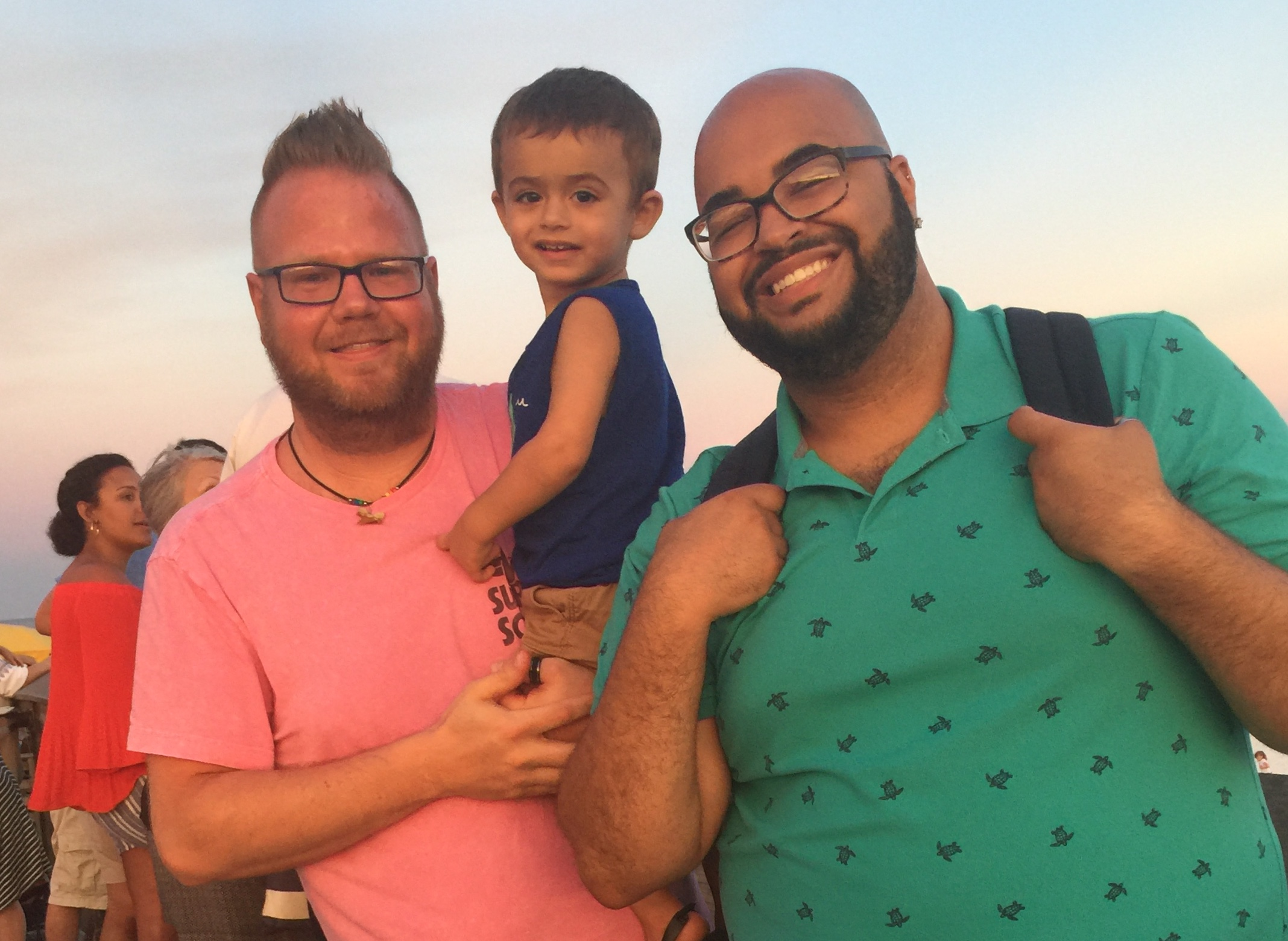
زوجان مثليان مع طفلهما

تتضمن مجموعة الأبحاث الحالية حول نتائج الأطفال للأزواج المثليين دراسات محدودة تأخذ بعين الاعتبار حالة التبني المحددة. علاوة على ذلك، حيث تشير الدراسات إلى التبني، فإنها غالبًا ما تفشل في التمييز بين النتائج بالنسبة للأطفال غير المرتبطين بها مقارنة بأولئك الذين ينتمون إلى أسرهم الأصلية أو عائلات الشريك، مما يتسبب في إجراء أبحاث حول الحالة الأكثر شيوعًا لأبوة وأمومة المثليين من أجل مواجهة ادعاءات معارضي تبني المثليين للأطفال. عالجت إحدى الدراسات السؤال مباشرة، حيث قيّمت نتائج تبني الأطفال الذين تقل أعمارهم عن 3 سنوات والذين وُضعوا في واحدة من 56 عائلة من المثليات والمثليين منذ الطفولة. على الرغم من العينة الصغيرة، وحقيقة أن الأطفال لم يدركوا بعد حالة تبنيهم أو ديناميكيات تطور النوع الاجتماعي، لم تجد الدراسة ارتباطات مهمة بين التوجه الجنسي للوالدين وقدرة الطفل.
تشير الأبحاث العلمية إلى أن أطفال الأزواج المثليين يعيشون جيدًا أو حتى أفضل من أطفال الأزواج المغايرين.

## النقاش

### الحجج
يعتبر تبني المثليين للأطفال أمرا مثيرا للجدل بشكل نشط. في الولايات المتحدة، على سبيل المثال، تم تقديم تشريع لمنع تبني المثليين للأطفال في العديد من الولايات القضائية؛ وقد تم هزيمة هذه الجهود إلى حد كبير. قبل عام 1973، منعت محاكم الولايات عمومًا الأفراد المثليين والمثليات من تولي دور الأبوة والأمومة، وخاصة من خلال التبني.
أدلت المنظمات المهنية الرئيسية ببيانات دفاعًا عن التبني من قبل الأزواج المثليين. دعمت جمعية علم النفس الأمريكية تبني المثليين للأطفال، مصرحة بأن التحيز الاجتماعي يضر بالصحة النفسية للمثليين والمثليات مع ملاحظة أنه لا يوجد دليل على أن الأبوة والأمومة لديهم تسبب الأذى.
أصدرت الجمعية الطبية الأمريكية موقفا مماثلا يدعم تبني الوالد الثاني من قبل شريك مثلي، قائلة إن عدم الاعتراف الرسمي يمكن أن يسبب تفاوتات في الرعاية الصحية لأطفال الآباء المثليين والمثليات.
يتم تقديم الحجج التالية لدعم تبني الآباء المثليين:
- حق الطفل في تكوين أسرة أو أوصياء أو أشخاص يمكنهم رعاية صحتهم[10]
- حقوق الإنسان - حق الطفل والأم في التمتع بحياة عائلية[11][12]
- هناك اختلافات ضئيلة أو معدومة بين الأطفال الذين ينشأون في عائلات كغايرة أو عائلات مثلية على التوالي.[13][14][15] ولهذا السبب، فإن التوجه الجنسي للوالدين ليس له أي صلة عندما يتعلق الأمر بتربية طفل.[16]
- أدلة تؤكد أنه، على الرغم من ادعاءات معارضي الأبوة للمثليين،[17] يمكن للأزواج المثليين توفير ظروف جيدة لتربية طفل.[18][19]
- بالنسبة للأطفال، يعد التبني بديلاً أفضل عن دار الأيتام[20][21][22][23][24]
- شكليات أقل للأبوة بالشراكة في الحياة اليومية، وكذلك في حالة وفاة أحد الوالدين البيولوجيين للطفل.[25]
- في بعض البلدان يمكن للمثليين العزاب أن يتبنوا، وبالتالي فإن حظر الأبوة والأمومة للمثليين (وخاصة التبني) أمر مصطنع.[26]

### الرأي العام
وجد استطلاع للرأي عام 2006 من قبل مركز بيو للأبحاث وجدت فجوة وثيقة بشأن تبني المثليين للأطفال بين سكان الولايات المتحدة الأمريكية، في حين أن استطلاع عام 2007 من قبل سي إن إن ومؤسسة أبحاث الرأي وجد أن 57% من المستطلعين شعرو بأنه يجب أن يكون للمثليين الحق في تبني الأطفال وقال 40% لا ينبغي لهم. في عام 2018، وجد استطلاع أجرته مؤسسة يوغوف أن أكثر من نصف الأميركيين (55%) قالوا إنهم يعتقدون أن الأزواج المثليين والأزواج المغايرين يمكن أن يكونا آباء جيدين على حد سواء. قالت الأغلبية أيضًا أنهم يدعمون حق الأزواج المثليين (53%) والزوجات المثليات (55%) في تبني الأطفال وتربيتهم. في المملكة المتحدة في عام 2007، قال 64% من الناس أنهم يعتقدون أنه ينبغي السماح للأزواج المثليين بالتبني، بينما قال 32% أنهم لا يجب عليهم ذلك. اعتقد 55% من المجيبين أن الأزواج الذكور يجب أن يكونوا قادرين على التبني و 59% من الناس يعتقدون أن الزوجات المثليات يجب أن يكن قادرات على التبني. في البرازيل، سأل استطلاع عام 2010، «هل تؤيد أم تعارض السماح للأزواج المثليين بتبني الأطفال؟» وجد الاستطلاع أن 51% عارضوا تبني الأزواج المثليين للأطفال و 39% أيدوه. أشار استطلاع للرأي أجري في أواخر عام 2006 بناءً على طلب المفوضية الأوروبية إلى أن الرأي العام البولندي كان عمومًا يعارض زواج المثليين وتبني الأزواج المثليين للأطفال. وجد استطلاع باروميتر 66 أن 74% من البولنديين عارضوا زواج المثليين و 89% عارضوا تبني الأزواج المثليين للأطفال.
| الدولة          | مؤسسة استطلاع الرأي     | السنة | مع  | ضد  | محايد                                                   |
| --------------- | ----------------------- | ----- | --- | --- | ------------------------------------------------------- |
| النمسا          | أيماس                   | 2015  | 46% | 48% | 6%                                                      |
| بلجيكا          | إيبسوس                  | 2013  | 67% | 33% | 0%                                                      |
| بلغاريا         | يوروبارومتر             | 2006  | 12% | 68% | 20%                                                     |
| قبرص            | يوروبارومتر             | 2006  | 10% | 86% | 4%                                                      |
| جمهورية التشيك  | سي في في أم             | 2019  | 47% | 47% | 6%                                                      |
| الدنمارك        | مركز بيو للدراسات       | 2017  | 75% | -   | -                                                       |
| إستونيا         | أي أس آي                | 2012  | 26% | 66% | 8%                                                      |
| فنلندا          | تالوستوتكيموس           | 2013  | 51% | 42% | 7%                                                      |
| فرنسا           | مركز بيو للدراسات       | 2017  | 64% | -   | -                                                       |
| ألمانيا         | مركز بيو للدراسات       | 2017  | 67% | -   | -                                                       |
| اليونان         | ديانيوسس                | 2017  | 26% | 72% | 2%                                                      |
| المجر           | يوروبارومتر             | 2006  | 13% | 81% | 6%                                                      |
| جمهورية أيرلندا | راد سي بول              | 2011  | 60% | -   | -                                                       |
| إيطاليا         | إيبسوس                  | 2019  | 34% | -   | -                                                       |
| لاتفيا          | يوروبارومتر             | 2006  | 8%  | 89% | 3%                                                      |
| ليتوانيا        | يوروبارومتر             | 2006  | 12% | 82% | 6%                                                      |
| لوكسمبورغ       | بوليتمونيتر             | 2013  | 55% | 44% | 1%                                                      |
| مالطا           | ميسكو                   | 2014  | 20% | 80% | -                                                       |
| هولندا          | مركز بيو للدراسات       | 2017  | 86% | -   | -                                                       |
| النرويج         | يوغوف                   | 2012  | 54% | 34% | 12%                                                     |
| بولندا          | إيبسوس                  | 2017  | 16% | 80% | 4%                                                      |
| البرتغال        | مركز بيو للأبحاث        | 2017  | 59% | 28% | 13%                                                     |
| رومانيا         | يوروبارومتر             | 2006  | 8%  | 82% | 10%                                                     |
| روسيا           | فتسيوم                  | 2015  | 3%  | 88% | 9%                                                      |
| صربيا           | جي أس أي                | 2010  | 8%  | 79% | 13%                                                     |
| سلوفاكيا        | يوروبارومتر             | 2006  | 12% | 84% | 4%                                                      |
| سلوفينيا        | ديلو ستيك               | 2015  | 38% | 55% | 7%                                                      |
| إسبانيا         | مركز بيو للدراسات       | 2017  | 81% | -   | -                                                       |
| السويد          | مركز بيو للدراسات       | 2017  | 80% | -   | -                                                       |
| سويسرا          | بينك كروس               | 2016  | 50% | 39% | 11%                                                     |
| أوكرانيا        | غاي أليانس أوف أوكرانيا | 2013  | 7%  | 68% | 12% 13% يؤيدون تبني المثليين للأطفال في بعض الإستثناءات |
| المملكة المتحدة | مركز بيو للدراسات       | 2017  | 73% | -   | -                                                       |

### المناقشات الوطنية
اعتبارًا من أكتوبر 2019، هناك مناقشات وطنية حول الأبوة والأمومة عند المثليين في الدول التالية:
- تشيلي[52][53]
- جمهورية التشيك[54]
- سويسرا[55]
- هندوراس[56][57]

## الوضع القانوني

الوضع القانوني لتبني المثليين للأطفال حول العالم.
التبني المشترك للأطفال من قبل الأزواج المثليين قانوني
تبني أحد الشريكين للطفل البيولوجي للشريك الآخر قانوني
لا توجد قوانين تسمح بتبني الأزواج المثليين للأطفال

يعتبر التبني المشترك للأطفال من قبل الأزواج المثليين قانونيا حاليًا في الدول التالية:
- الولايات المتحدة (أول ولاية قضائية منذ عام 1993 وآخرها منذ عام 2016)[58][59][60][61]
- كندا (أول ولاية قضائية منذ عام 1996 وآخرها منذ عام 2011)[62][63]
- هولندا (2001)[64]
- جنوب أفريقيا (2002)[65]
- أستراليا (أول ولاية قضائية منذ عام 2002 وآخرها منذ عام 2018)
- السويد (2003)[66]
- إسبانيا (2005)[67]
- المملكة المتحدة
  - انجلترا و ويلز (2005)[68]
  - اسكتلندا (2009)[69]
  - أيرلندا الشمالية (2013)[70][71]
- بلجيكا (2006)[72]
- آيسلندا (2006)[73]
- النرويج (2009)[74]
- الأوروغواي (2009)[75][76]
- الأرجنتين (2010)[77]
- البرازيل (2010)[78]
- الدنمارك (2010)[79]
  - جرينلاند (2016)[80]
  - جزر فارو (2017)[81]
- نيوزيلندا (2013)[64]
- فرنسا (2013)[82]
- مالطا (2014)[83]
- أندورا (2014)[84]
- كولومبيا (2015)[85]
- جمهورية أيرلندا (2015)[86]
- لوكسمبورغ (2015)[87][88]
- النمسا (2016)[89][90]
- البرتغال (2016)[91]
- فنلندا (2017)[92]
- ألمانيا (2017)[93]
- كوستاريكا (حكمت المحكمة بأن زواج المثليين والتبني المشترك للأطفال من قبل الأزواج المثليين سيصبح قانونيًا بعد مايو 2020.)

يعتبر التبني المشترك للأطفال من قبل الأزواج المثليين قانونيا حاليًا في الولايات القضائية دون الوطنية أو المناطق التابعة التالية:
- ملحقات التاج البريطاني وأقاليم ما وراء البحار البريطانية:
  - جزيرة مان (2011)[94]
  - جيرزي (2012)[95]
  - جبل طارق (2014)[96]
  - جزر بيتكيرن (2015)[97]
  - برمودا (2015)[98]
  - غيرنزي (2017)[99]
  - جزر فوكلاند (2017)[100]
  - سانت هيلينا وأسينشين وتريستان دا كونا (2017)[101]
  - جزر كايمان (2019)
- المكسيك:
  - مدينة مكسيكو (2010)[102]
  - كواويلا (2014)[103]
  - كوليما (2016)[104]
  - ميتشواكان (2016)[105]
  - موريلوس (2016)[106]
  - كامبيتشي (2016)[107]
  - فيراكروز (2016)[108]
  - تشياباس (2017)[109]
  - تشيواوا (2017)
  - بويبلا (2017)
  - كيريتارو (2017)[110]
  - باخا كاليفورنيا (2017)
  - أواسكالينتس (2019)[111]
  - سان لويس بوتوسي (2019)[112]
  - هيدالغو (2019)
  - ناياريت (2019)[113]
- هولندا
  - بونير وسينت أوستاتيوس وسابا (2012)[114]

تسمح البلدان التالية بتبني أحد الشريكين للطفل البيولوجي أو المتبني للشريك الآخر:
- سلوفينيا (2011)[115][116]
- إستونيا (2016)[117]
- إيطاليا (2016 - على أساس كل حالة وقضية على حدة)[118]
- سويسرا (2018)[119]
- سان مارينو (2018)[120]
- تايوان (2019)

منذ عام 2014 في كرواتيا، توجد مؤسسة مماثلة تسمى وصاية الشريك. يسمح لشريك الحياة الذي ليس والداً بيولوجياً لطفل أو أطفال شريكه بتحمل مسؤوليات الوالد على أساس مؤقت أو دائم.

### أفريقيا

#### جنوب أفريقيا
جنوب أفريقيا هي الدولة الأفريقية الوحيدة التي تسمح بالتبني المشترك للأطفال من قبل الأزواج المثليين. عدل الحكم الصادر عن المحكمة الدستورية في جنوب أفريقيا سنة 2002 في قضية دو تويت ضد وزير الرفاه والتنمية السكانية قانون رعاية الطفل لسنة 1983 ليسمح بالتبني المشترك وتبني أحد الشريكين للطفل البيولوجي للشريك الآخر من قبل «شريك الحياة المثلي». ومنذ ذلك الحين تم استبدال قانون رعاية الطفل بقانون الطفل 2005، والذي يسمح بالتبني المشترك من قبل «شركاء في شراكة حياة منزلية دائمة»، سواء كانت من المثليين أو في المغايرين، وتبني الطفل من قبل «شريك الحياة المنزلية الدائم» الحالي لوالد الطفل. أصبح زواج المثليين في جنوب أفريقيا قانونيا منذ عام 2006، وهو يعادل زواج المغايرين لجميع الأغراض، بما في ذلك التبني.

### الأميركتان

الوضع القانوني لتبني المثليين للأطفال في أمريكا الجنوبية
التبني المشترك للأطفال من قبل المثليين قانوني
لا توجد قوانين تسمح بتبني الأزواج المثليين للأطفال

الوضع القانوني لتبني المثليين للأطفال في أمريكا الجنوبية
التبني المشترك للأطفال من قبل المثليين قانوني
تبني أحد الشريكين للطفل البيولوجي للشريك الآخر قانوني
تبني المثليين للأطفال غير قانوني
المثلية الجنسية غير قانونية
غير معروف/غامض

#### كندا
لا يوجد في كندا قانون على المستوى الوطني يقر تبني المثليين، لكن لديها قوانين إقليمية أصغر تشمل الأمة بأكملها. بدأ تقنين تبني المثليين للأطفال في كندا مع كولومبيا البريطانية في عام 1996 وتم الانتهاء منه مع نونافوت في عام 2011. بحلول عام 2013، أظهر استطلاع للرأي أجرته إبسوس غلوبال أن 70% من الكنديين وافقوا على تبني المثليين للأطفال إلى حد ما مع 45% يوافقون بشدة.

#### تشيلي
في تشيلي، يُسمح للشركاء المثليين بالتقدم بطلب لتبني طفل، إذا تمت الموافقة على مقدمي الطلبات على أنه مناسب للتبني، فإن واحدًا منهم قانونيًا هو الوالد القانوني للطفل. أظهر استطلاع عام 2017، أن 45% من التشيليين يؤيدون تبني المثليين للأطفال، بينما يعارضه 50% منهم.

#### كولومبيا
في 4 نوفمبر 2015، حكمت المحكمة الدستورية في كولومبيا في حكم 6 قضاة لصالح مقابل قاضيين ضد (6-2)، بالسماح بتبني المثليين للأطفال. جاء الحكم قبل أن يصبح زواج المثليين في كولومبيا قانونيا في 28 أبريل 2016.

#### هندوراس
في أكتوبر 2019، لا يزال من المتوقع أن تبت المحكمة العليا في هندوراس في قرار بشأن زواج المثليين وتبني المثليين للأطفال.

#### المكسيك
في مدينة مكسيكو، أصدرت الجمعية التشريعية للمقاطعة الاتحادية تشريعًا في 21 ديسمبر 2009 يمكّن الأزواج المثليين من تبني الأطفال. بعد ثمانية أيام، وقع رئيس الحكومة («رئيس البلدية») مارسيلو إبرارد على مشروع القانون ليصبح قانونًا، والذي دخل حيز التنفيذ رسميًا في 4 مارس 2010.
في 24 نوفمبر 2011، ألغت محكمة كواويلا العليا قانون الولاية الذي يمنع الأزواج المثليين من التبني، وحثت الهيئة التشريعية في الولاية على تعديل قانون التبني في أقرب وقت ممكن. في 12 فبراير 2014، وافق كونغرس الولاية بأغلبية ساحقة على هذا الإجراء بعد أكثر من عامين على صدور قرار المحكمة العليا.
في 3 فبراير 2017، أصدرت محكمة العدل العليا في الأمة أطروحة 08/2017 التي ذكرت أن عائلات المثليين لا تنتهي بالزوجين المثليين، ولكنها تمتد أيضًا إلى الحق في إنجاب وتربية الأطفال. لذلك، فإن الأزواج المثليين الذين يرغبون في تكوين أسرة وتبني أطفال سيتم حمايتهم قانونًا ولا يمكن منعهم من قبل أي جهة حكومية.

### الولايات المتحدة الأمريكية
يعتبر التبني من قبل الأفراد أو الأزواج المثليين أمرا قانونيا في جميع الولايات الخمسين. بدأ تقنين تبني المثليين للأطفال في الولايات المتحدة مع ماساتشوستس في عام 1993 وتم الانتهاء منه مع مسيسيبي في عام 2016.

#### الأوروغواي
تمت الموافقة على قانون التبني الذي ترعاه الحكومة في الأوروغواي والذي يسمح بتبني المثليين للأطفال من قبل مجلس النواب في 28 أغسطس 2009، ومجلس الشيوخ في 9 سبتمبر 2009. في أكتوبر 2009، تم توقيع القانون من قبل الرئيس ودخل حيز التنفيذ. وفقًا لاستطلاع «إكويبوس موي بولز»، عارض 53% من الأوروغواييين تبني المثليين للأطفال مقابل تأييد 39% منهم. يقول استطلاع إنتركونسالت الذي أجري عام 2008 أن 49% يعارضون تبني المثليين للأطفال مقابل تأييد 35% منهم.

### آسيا
حقوق المثليين في تبني الأطفال في آسيا تكاد تكون معدومة، باستثناء إسرائيل أين يمكن للشركاء والأزواج المثليين تبني الأطفال بشكل مشترك منذ عام 2008، وتايوان أين يُسمح بتبني أحد الشريكين للطفل البيولوجي للشريك الآخر منذ عام 2019. لا تزال بعض الدول الآسيوية تجرِّم المثلية الجنسية، ولا يوجد بها قوانين مناهضة للتمييز، والتي تشكل عقبة أمام التشريع الخاص بتبني المثليين.

#### إسرائيل

الوضع القانوني لتبني الأزواج المثليين للأطفال في جزء من غرب آسيا ومصر
تبني المثليين للأطفال قانوني
المثلية الجنسية غير قانونية
لا/ غير معروف/ غامض

في يناير 2005 حكمت المحكمة العليا في إسرائيل بالسماح بتبني أحد الشريكين للطفل البيولوجي للشريك الآخر. وسمحت إسرائيل قبل ذلك بمنح الشريك المثلي للوالد الوصاية على أطفال الشريك. في فبراير/شباط 2008، حكمت محكمة في إسرائيل بالسماح للشركاء المثليين بتبني طفل حتى لو لم يكن هذا الطفل مرتبطًا بيولوجياً بأي من الوالدين. كان هذا بمثابة نقطة تحول في منح حقوق متساوية لجميع المثليين في إسرائيل.

### أوروبا

الوضع القانوني لتبني المثليين للأطفال في أوروبا:
التبني المشترك للأطفال من قبل الأزواج المثليين قانوني
تبني أحد الشريكين للطفل البيولوجي للشريك الآخر قانوني^{1}
لا توجد قوانين تسمح بتبني الأزواج المثليين للأطفال
^{1}في إيطاليا، يعتبر تبني الأطفال للمثليين غير قانوني، ولكن تم السماح تبني أحد الشريكين للطفل البيولوجي للشريك الآخر في بعض الحالات فقط بأمر من المحكمة.

في فبراير 2006، حكمت محكمة النقض الفرنسية قضت بأن كلا الشريكين في علاقة مثلية يمكن أن يكون لها حقوق الوالدين على الطفل البيولوجي للشريك الآخر. جاءت النتيجة من قضية حاولت فيها امرأة إعطاء حقوق الأمومة لابنتيها لشريكتها، التي كانت معها في ميثاق التضامن المدني. في حالة التبني، في فبراير 2007، حكمت نفس المحكمة ضد زوجتين مثليتين حيث حاول أحد الشركاء تبني طفل الشريك الآخر. ذكرت المحكمة أنه لا يمكن الاعتراف بشريكة المرأة إلا إذا سحبت الأم حقوقها الوالدية. في 17 مايو 2013، وقع الرئيس الفرنسي فرانسوا هولاند على القانون الذي فتح حقوق الزواج والتبني المرتبطة به للأزواج المثليين.
في عام 1998، تقدمت مدرسة في مدرسة للحضانة من مدينة لون-لي-سونيي، تعيش كشريكة مع امرأة أخرى، بطلب للحصول على تصريح لتبني طفل من التجمع السكاني (الحكومة المحلية) في إقليم جورا. أوصى مجلس التبني ضد ذلك لأنه حسب رأيهم سيفتقر الطفل إلى المرجعية الأبوية، وبالتالي فإن رئيس الإقليم حكم ضد الترخيص. تم استئناف القضية أمام المحاكم الإدارية وانتهت أمام مجلس الدولة الفرنسي، بصفته المحكمة الإدارية العليا، الذي حكم ضد المرأة. استنتجت المحكمة الأوروبية لحقوق الإنسان أن هذه الإجراءات وهذا الحكم كانا انتهاكًا للمادة 14 من الاتفاقية الأوروبية لحقوق الإنسان وهي المادة التي اتخذت بالاقتران مع المادة 8.
في 2 يونيو 2006، وافق البرلمان الأيسلندي بالإجماع على اقتراح بالتبني والتربية وعلاج التلقيح بالمساعدة للأزواج المثليين على نفس الأسس كالأزواج المغايرين. دخل القانون حيز التنفيذ في 27 يونيو 2006.
في 17 أيار/مايو 2013، أقر البرلمان البرتغالي مشروع قانون في القراءة الأولى يسمح «بالتبني المشترك» للطفل البيولوجي أو الطفل بالتبني من قبل الزوج أو الشريك المثلي، حيث يكون ذلك الزوج أو الشريك هو الوالد الوحيد المعترف به قانونيًا للطفل (على سبيل المثال الأم مع الأب الطبيعي غير مسجلين). ومع ذلك، في أكتوبر 2013، اقترح أعضاء البرلمان المعارضون لمشروع القانون إجراء استفتاء على القضية وفشل الاقتراح وذلك بإجراء تصويت ثان في جلسة عامة؛ تم النظر في الاقتراح الخاص بالاستفتاء المحتمل، لكن المحكمة الدستورية أعلنت أنه غير دستوري. في 14 مارس 2014، تم رفض مشروع القانون الأصلي في القراءة الثانية. في 20 نوفمبر 2015، وافق البرلمان على 5 مشاريع قوانين تسمح بتبني المثليين للأطفال في القراءات الأولى. تم إرسال مشاريع القوانين إلى لجنة الشؤون الدستورية والحقوق والحريات والضمانات. في 16 ديسمبر، دمجت اللجنة مشاريع القوانين في مشروع واحد وصوتت للموافقة عليه. في 18 ديسمبر، وافق البرلمان على مشروع القانون في التصويت الثانئ النهائي.استخدم الرئيس حق النقض ضد مشروع القانون في 23 يناير 2016، مع الإعلان عن القرار في 25 يناير. في 10 فبراير 2016، تم تجاوز حق النقض من قبل البرلمان. تم نشره في الجريدة الرسمية في 29 فبراير. دخل القانون حيز التنفيذ في اليوم الأول من الشهر الأول بعد نشره (أي 1 مارس 2016).
في يوليو 2014، من خلال قانون شراكة الحياة، اعترفت كرواتيا بمؤسسة مماثلة لتبني أحد الشريكين للطفل البيولوجي للشريك الآخر التي تسمى وصاية الشريك. يمكن للشريك الذي ليس والداً بيولوجيًا للطفل أن يتقاسم مسؤوليات الوالد مع الوالد البيولوجي أو الوالدين إذا وافقوا على ذلك، أو إذا قررت المحكمة أن ذلك في مصلحة الطفل. بالإضافة إلى ذلك، يمكن للوالد أو الوالدين البيولوجي إعطاء الشريك والذي ليس الوالد البيولوجي مسؤوليات الوالد كاملة. يمكن أيضًا أن يتحمل الشريك الذي ليس والداً بيولوجيًا مسؤوليات أبوية دائمة من خلال مؤسسة ولي أمر شريك إذا توفي كلا الوالدين البيولوجيين للطفل، أو بشكل استثنائي إذا كان أحد الوالدين البيولوجيين للطفل غير معروف، وإذا قررت المحكمة ذلك هو في مصلحة الطفل.
في يناير 2015، وجدت المحكمة الدستورية في النمسا أن القوانين الحالية المتعلقة بالتبني غير دستورية وأمرت بتغيير القوانين بحلول 31 ديسمبر 2015 للسماح بالتبني المشترك للأزواج المثليين في النمسا.
في 6 نيسان/أبريل 2015، أقر البرلمان في مارس 2015 مشروع قانون العلاقات بين الأطفال والأسرة لعام 2015 الذي يمنح حقوق التبني الكاملة لتشمل الأزواج الذين يعيشون في شراكة مدنية، أصدر رئيس أيرلندا القانون، ودخل حيز التنفيذ بعد عام في 6 أبريل 2016.
في 22 يونيو 2016، أيدت محكمة النقض العليا الإيطالية قرار المحكمة الابتدائية بالموافقة على طلب لامرأة مثلية لتبني ابنة شريكتها. وكان المدعون قد استأنفوا قرار محكمة الاستئناف في روما. شكلت قرارات المحكمة العليا سابقة تاريخية.

### أوقيانوسيا

#### أستراليا
في أستراليا، يعتبر التبني للمثليين قانونيًا في جميع الولايات والأقاليم. بدأ تقنين تبني المثليين للأطفال في أستراليا مع أستراليا الغربية في عام 2002 وتم الانتهاء منه مع الإقليم الشمالي في عام 2018.

#### نيوزيلندا
قانون تعديل الزواج (تعريف الزواج) 2013 الذي دخل حيز التنفيذ في 19 أغسطس 2013، سمح بزواج المثليين ويسمح للأزواج المثليين بالتبني المشترك للأطفال. في السابق، كان العازب من المثليين قادرًا على تبني الأطفال، ولكن الأزواج المثليين لم يتمكنوا من التبني بشكل مشترك.
لا توجد حاليًا حواجز محددة تمنع العازب من المثليين من تبني الأطفال، باستثناء أنه لا يمكن للفرد الذكر تبني طفلة. دخل قانون زواج المثليين حيز التنفيذ اعتبارًا من 19 أغسطس 2013، ومنذ ذلك الحين تمكن الأزواج النثليين من تبني الأطفال بشكل مشترك. يمكن الآن للأزواج غير المتزوجين من أي جنس أو الشركاء في اتحاد مدني تبني الأطفال بشكل مشترك، بموجب حكم صادر عن المحكمة العليا النيوزيلندية في ديسمبر 2015. خرق الحظر قانون الحقوق في نيوزيلندا 1990. الحد الأدنى لسن التبني في نيوزيلندا هو 20 عامًا للطفل ذي الصلة، و 25 عامًا أو عمر الطفل زائد 20 عامًا (أيهما أكبر) للطفل غير ذي الصلة.

## ملخص القوانين حسب الولاية القضائية
| الدولة          | يمكن للعازب من المثليين التماس التبني                                         | يمكن للأزواج المثليين التماس تبني مشترك                                                                                   | يمكن للأزواج المثليين التماس تبني أحد الشريكين للطفل البيولوجي للشريك الآخر                    | يمكن للأزواج المثليين التماس حضانة الأطفال    |
| --------------- | ----------------------------------------------------------------------------- | --- | ---------------------------------------------------------------------------------------------- | --------------------------------------------- |
| أندورا          | نعم                                                                           | نعم | نعم                                                                                            | نعم                                           |
| النمسا          | نعم                                                                           | نعم | نعم                                                                                            | نعم (ما عدا في ولاية النمسا السفلى)           |
| بلجيكا          | نعم                                                                           | نعم | نعم                                                                                            | نعم                                           |
| روسيا البيضاء   | لا                                                                            | لا | لا                                                                                             | لا                                            |
| بلغاريا         | نعم                                                                           | لا | لا                                                                                             | لا                                            |
| كرواتيا         | نعم                                                                           | لا | نعم/لا (توجد مؤسسة مماثلة تسمى الوصاية على الشريك، والتي تقدم جميع المزايا تقريبًا كتبني الطفل) | لا                                            |
| جمهورية التشيك  | نعم                                                                           | نعم/لا (قد يتبنى الأزواج المثليون، على الرغم من الاعتراف بواحد منهم فقط بصفته الوالد القانوني، مشروع القانون في الانتظار) | لا (مشروع القانون في الانتظار)                                                                 | نعم                                           |
| قبرص            | نعم                                                                           | لا | لا                                                                                             | لا                                            |
| الدنمارك        | نعم                                                                           | نعم | نعم                                                                                            | نعم                                           |
| إستونيا         | نعم                                                                           | لا (ولكن الأزواج الذين يعانون من العقم عند كلا الزوجين قد يتبنون أيضًا أطفالًا غير بيولوجيين)                               | نعم                                                                                            | نعم                                           |
| جزر فارو        | نعم                                                                           | نعم | نعم                                                                                            | نعم                                           |
| فنلندا          | نعم                                                                           | نعم | نعم                                                                                            | نعم                                           |
| فرنسا           | نعم                                                                           | نعم | نعم                                                                                            | نعم                                           |
| ألمانيا         | نعم                                                                           | نعم | نعم                                                                                            | نعم                                           |
| جبل طارق        | نعم                                                                           | نعم | نعم                                                                                            | نعم                                           |
| اليونان         | نعم                                                                           | لا | لا                                                                                             | نعم                                           |
| غيرنزي          | نعم                                                                           | نعم | نعم                                                                                            | نعم                                           |
| المجر           | لا                                                                            | لا | لا                                                                                             | لا                                            |
| آيسلندا         | نعم                                                                           | نعم | نعم                                                                                            | نعم                                           |
| جمهورية أيرلندا | نعم                                                                           | نعم | نعم                                                                                            | نعم                                           |
| جزيرة مان       | نعم                                                                           | نعم | نعم                                                                                            | نعم                                           |
| إيطاليا         | لا (يجوز لأي شخص أن يتبنى ولكن في ظروف استثنائية، بصرف النظر عن توجهه الجنسي) | لا | لا (ولكن توجد استثناءات)                                                                       | لا (ولكن توجد استثناءات)                      |
| جيرزي           | نعم                                                                           | نعم | نعم                                                                                            | نعم                                           |
| لاتفيا          | نعم                                                                           | لا | لا                                                                                             | لا                                            |
| ليختنشتاين      | نعم                                                                           | لا | لا                                                                                             | لا                                            |
| ليتوانيا        | لا (إلا غي حالات إستثنائية)                                                   | لا | لا                                                                                             | لا                                            |
| لوكسمبورغ       | نعم                                                                           | نعم | نعم                                                                                            | نعم                                           |
| مالطا           | نعم                                                                           | نعم | نعم                                                                                            | نعم                                           |
| موناكو          | لا                                                                            | لا | لا                                                                                             | لا                                            |
| هولندا          | نعم                                                                           | نعم | نعم                                                                                            | نعم                                           |
| النرويج         | نعم                                                                           | نعم | نعم                                                                                            | نعم                                           |
| بولندا          | نعم                                                                           | لا | لا                                                                                             | لا                                            |
| البرتغال        | نعم                                                                           | نعم | نعم                                                                                            | نعم                                           |
| رومانيا         | لا                                                                            | لا | لا                                                                                             | لا                                            |
| سان مارينو      | نعم                                                                           | لا | نعم                                                                                            | لا                                            |
| سلوفاكيا        | نعم                                                                           | لا | لا                                                                                             | لا                                            |
| سلوفينيا        | نعم                                                                           | لا | نعم                                                                                            | لا (ولكن يحق للشخص العازب في الحضانة المؤقتة) |
| إسبانيا         | نعم                                                                           | نعم | نعم                                                                                            | نعم                                           |
| السويد          | نعم                                                                           | نعم | نعم                                                                                            | نعم                                           |
| سويسرا          | نعم                                                                           | لا (مشروع القانون في الإنتظار)                                                                                            | نعم                                                                                            | لا                                            |
| المملكة المتحدة | نعم                                                                           | نعم | نعم                                                                                            | نعم                                           |

| الدولة              | يمكن للأزواج المثليين التماس تبني مشترك | يمكن للعازب من المثليين التماس التبني | يمكن للأزواج المثليين التماس تبني مشترك |
| ------------------- | --- | ------------------------------------- | --------------------------------------- |
| الأرجنتين           | نعم | نعم                                   | نعم                                     |
| بليز                | لا | لا                                    | لا                                      |
| برمودا              | نعم | نعم                                   | نعم                                     |
| بوليفيا             | لا | نعم                                   | لا                                      |
| البرازيل            | نعم | نعم                                   | نعم                                     |
| تشيلي               | نعم/لا (قد يتبنى الأزواج المثليون، على الرغم من الاعتراف بواحد منهم فقط بصفته الوالد القانوني، مشروع القانون في الانتظار، مشروع القانون في الإنتظار) | نعم                                   | لا                                      |
| كولومبيا            | نعم | نعم                                   | نعم                                     |
| كوستاريكا           | لا | نعم                                   | لا                                      |
| كوبا                | لا | لا                                    | لا                                      |
| جمهورية الدومينيكان | لا | لا                                    | لا                                      |
| الإكوادور           | لا (حظر دستوري) | نعم                                   | لا (حظر دستوري)                         |
| السلفادور           | لا | لا                                    | لا                                      |
| جزر فوكلاند         | نعم | نعم                                   | نعم                                     |
| غيانا الفرنسية      | نعم | نعم                                   | نعم                                     |
| غواتيمالا           | لا | لا                                    | لا                                      |
| غيانا               | لا (المثلية الجنسية غير قانونية) | لا (المثلية الجنسية غير قانونية)      | لا (المثلية الجنسية غير قانونية)        |
| هندوراس             | لا (حظر دستوري) | لا (حظر دستوري)                       | لا (حظر دستوري)                         |
| المكسيك             | نعم | نعم                                   | نعم                                     |
| نيكاراغوا           | لا | لا                                    | لا                                      |
| باراغواي            | لا | نعم                                   | لا                                      |
| بيرو                | لا | لا                                    | لا                                      |
| بورتوريكو           | نعم | نعم                                   | نعم                                     |
| سورينام             | لا | لا                                    | لا                                      |
| الأوروغواي          | نعم | نعم                                   | نعم                                     |
| فنزويلا             | لا | لا                                    | لا                                      |